# Francisco Gabilondo Soler
Francisco José Gabilondo Soler (* 6. Oktober 1907 in Orizaba; † 14. Dezember 1990 in Texcoco), bekannt als Cri-Cri, El Grillito Cantor, war ein mexikanischer Autor, Komponist und Interpret von Kinderliedern.
Gabilondo ging in seiner Jugend verschiedensten Interessen nach, versuchte sich als Boxer, Stierkämpfer und Schwimmer und beschäftigte sich mit Astronomie. Neunzehnjährig lernte er autodidaktisch Klavier zu spielen. Mit einer Reihe eigener Kinderlieder bewarb er sich beim künstlerischen Leiter des Radiosenders XEW, Othón Vélez, und erhielt dort die Gelegenheit, sich vorzustellen. In einer fünfzehnminütigen Sendung sang er 1934 seine ersten Lieder: El Chorrito, Bombón I und El Ropero.
Da häufig Tiere Protagonisten seiner Lieder waren und zunächst die Begleitung durch einen Geiger geplant war, trat er bald unter dem Namen Cri-Cri, El Grillito Cantor auf. Seine Sendung lief bis zum Jahr 1961, und Gabilondo schrieb in dieser Zeit 228 Lieder, von denen er mehr als 120 aufnahm.

## Diskografie (Cri-Cri)
Alben
- 2005: La numero uno de Cri-Cri (MX: Gold)[1]
- 2006: Cri-Cri: Cuentos y Canciones (MX: Gold)
- 2008: Lo esencial de Cri-Cri (MX: Gold)

Videoalben
- 2003: Teatro De La Floresta - Volumen 1: Perros, Gatos Y Ratones (MX: Gold)